# Камиай
Камиай (на английски: Kamiah, буквени символи за произношение  Архив на оригинала от 2018-12-26 в Wayback Machine.) е град в окръг Луис, щата Айдахо, САЩ. Камиай е с население от 1160 жители (2000) и обща площ от 3 km². Намира се на 378 m надморска височина. ЗИП кодът му е 83536, а телефонният му код е 208.